# Kjótský císařský palác

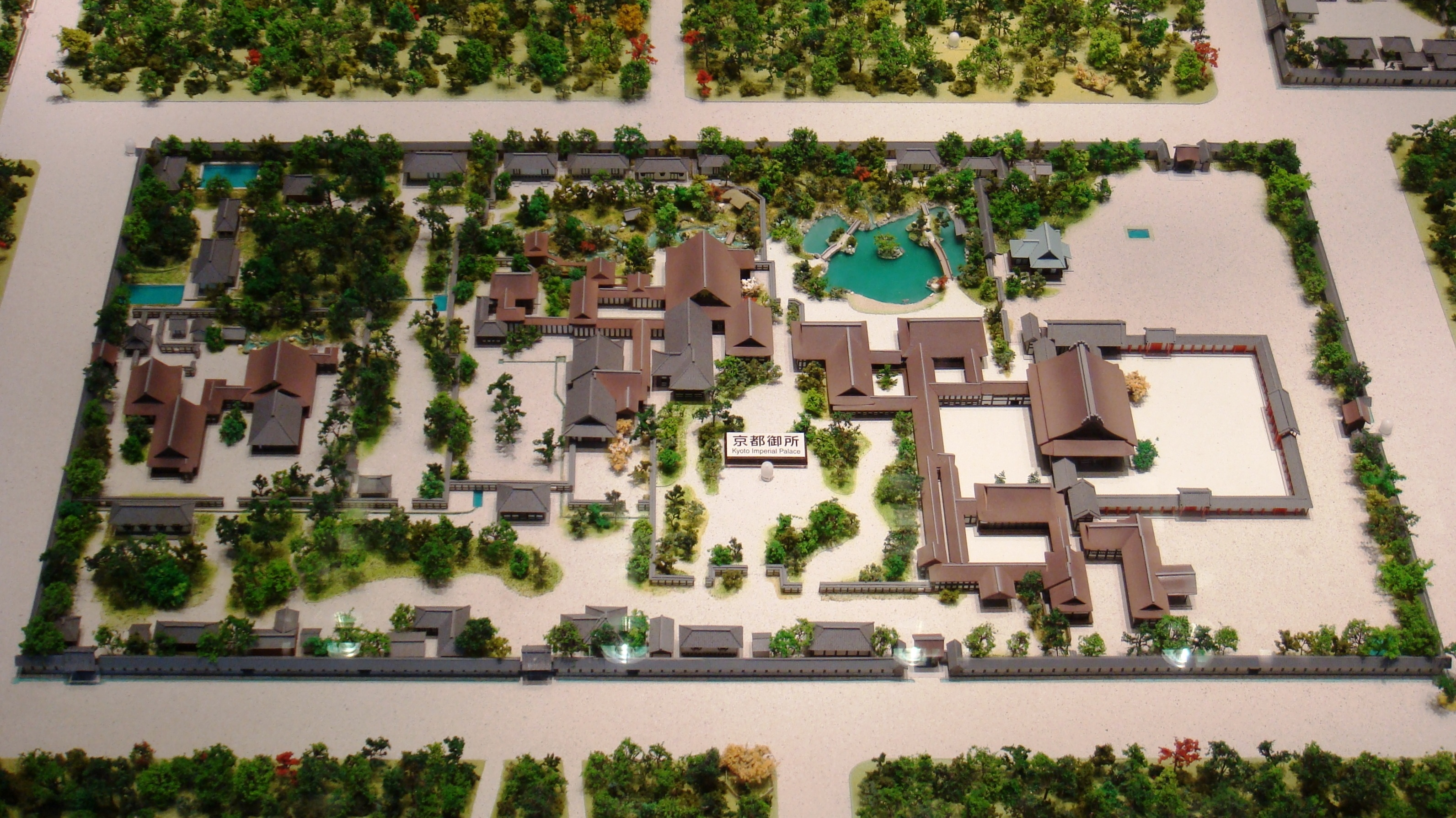
Model Kjótského císařského paláce

Kjótský císařský palác (japonsky Kjóto-góšo, 京都御所) je bývalý vládní palác japonských císařů, kteří zde sídlili od roku 794 do přestěhování císaře Meidži do Tokia v roce 1869. Zatímco císař sídlil od počátku reforem Meidži v císařském paláci Kókjo v tokijské čtvrti Čijoda, nařídil roku 1877 památkovou ochranu bývalého císařského paláce. Dnes je jeho areál otevřen pro veřejnost a pečuje o něj Úřad pro záležitosti japonského císařského dvora, do jehož pravomoci spadají i turistické prohlídky, které se konají několikrát denně.
Kjótský císařský palác je poslední z řady císařských paláců vybudovaných na či poblíž jeho současného místa v severovýchodní části starého hlavního města Heian-kjó, které dnes známe jako Kjóto. Stalo se tak poté, co byl po velkém požáru v roce 1177 opuštěn větší původní palác Heian, který se v období Heian nacházel západně od současného paláce. Již počátkem období Meidži ztratil kjótský palác většinu svých původních funkcí, když císař i s vládou přesídlili v roce 1869 do Tokia. Nicméně císař Taišó, jeho syn Hirohito (Šówa), jeho vnuk Akihito a jeho pravnuk Naruhito zde uspořádali tradiční oslavy spojené s nástupem na japonský Chryzantémový trůn.

## Poloha
Palác se nachází v ohrazeném obdélníkovém prostoru Kjóto-gjoen (京都御苑) o rozměrech 1300 m v severojižním a 700 m v západovýchodním směru. Nachází se zde i devítihektarová zahrada „důchodcovského“ císařského paláce Sentó a kjótský palác pro státní hosty. Tento areál se datuje do počátků období Edo, kdy se rezidence vysoké dvorské šlechty seskupovaly do blízkosti císařského paláce a celý pozemek býval obehnán zdí. Poté, co se hlavním městem země stalo Tokio, byly rezidence dvorské šlechty zbořeny a z většiny Kjóto-džjóen je nyní veřejnosti přístupný park.

## Historie
Císařský palác sem byl oficiálně přemístěn koncem 12. století, přesněji roku 1185, poté co byl konečně opuštěn dosavadní císařský palác Heian. Již mnohem dříve se však stávalo, že skutečným císařským obydlím nebyl přímo Vnitřní palác dairi (内裏) v areálu paláce Heian, ale některý z dočasných paláců sato-dairi (里内裏) v této části města, který císaři často poskytovaly mocné šlechtické rody. Současný palác je přímým nástupcem – po opakovaných přestavbách – jednoho z těchto dočasných paláců, a sice paláce Cučimikado (土御門殿) klanu Fudžiwarů. Tak jako mnohé z nejstarších a nejvýznamnějších staveb v Japonsku byl i palác Cučimikado v průběhu dějin mnohokrát zničen požárem a znovu postaven. Celkem se tak stalo osmkrát, z toho šestkrát během 250 let trvajícího míru v době šógunátu Tokugawa neboli období Edo. Současná podoba paláce pochází z roku 1855, kdy byla po požáru z předchozího roku dokončena rekonstrukce, při níž se stavitelé snažili vrátit paláci podobu původního dairi z období Heian.

## Stavby
V areálu Kjóto-džjóen se kromě císařského paláce nachází řada dalších staveb. Na severu sousedí s palácem Sentó (仙洞) neboli rezidencí penzionovaného císaře, za níž se přes ulici Imadegawa nachází soukromá univerzita Dóšiša (同志社大学).
Nejvýznamnější budovy areálu jsou zejména:
- Šišinden (紫宸殿) neboli Sál státních obřadů
- Serjóden (清涼殿) neboli Císařovo obvyklé obydlí
- Šunkóden (春興殿), přístřeší posvátného zrcadla
- Kogošo (小御所) neboli Dvorský sál
- Ogakumondžo (御学問所) neboli Císařská studovna či knihovna

za nimiž následuje řada příbytků pro císařovny, vysoce postavenou šlechtu a vládní úředníky.

### Šišinden

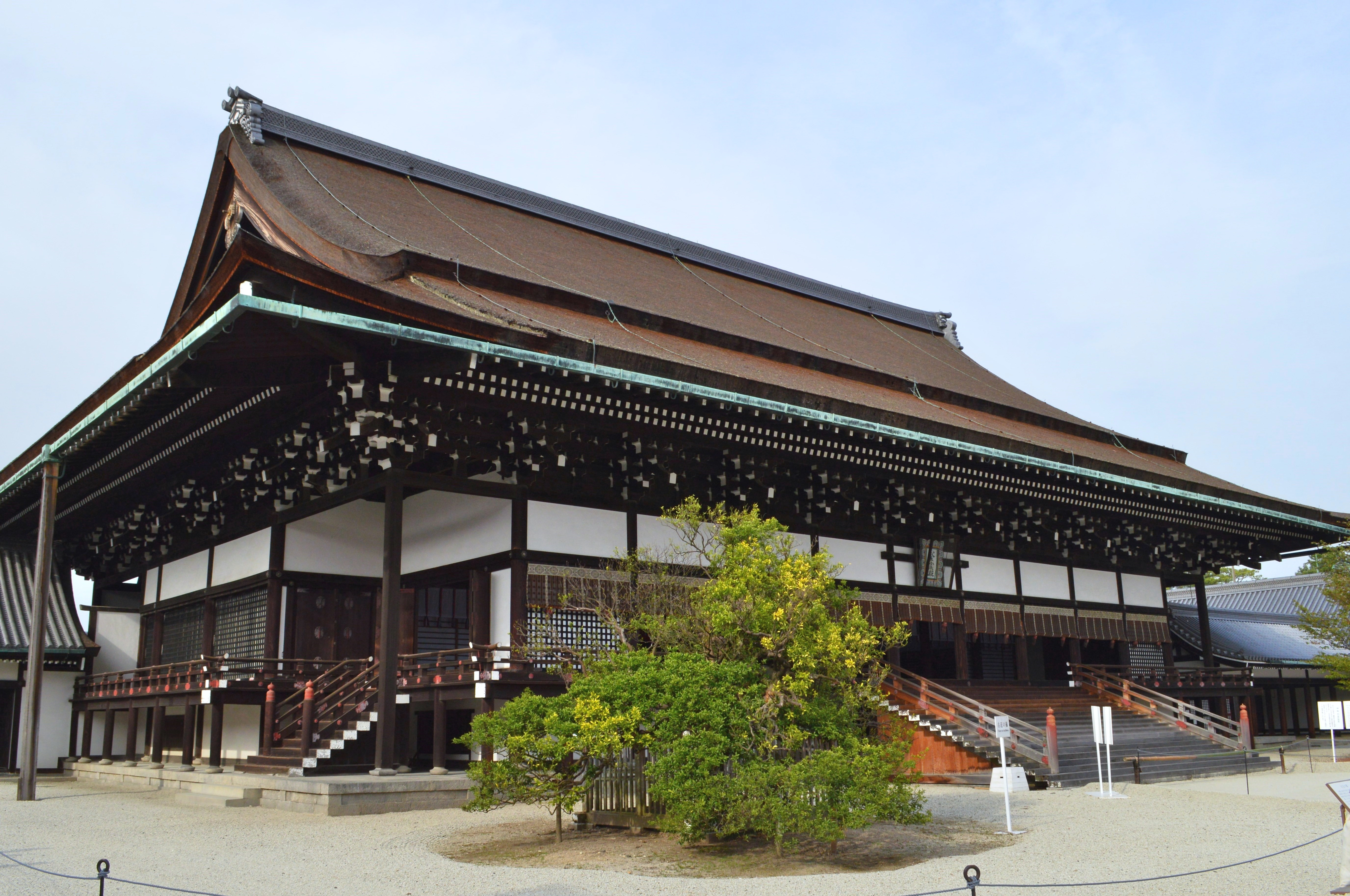
Šišinden

Šišinden (紫宸殿) je nejvýznamnější obřadní budova v palácovém areálu. Konaly se zde korunovační obřady císařů Taišóa, Hirohita (Šówa), Akihita a Naruhita. Sál v tradičním architektonickém stylu má půdorys 33 x 23 m. Po obou stranách hlavního schodiště jsou vysázeny stromy, jež se během let staly velmi známé až posvátné. Vlevo, na východní straně, je to sakura, na pravé, západní straně, pak mandarinka. Při obřadu hrála důležitou roli zahradní plocha z bílého štěrku. Vnitřek budovy lemuje dlouhá, úzká chodba hisaši (庇), jež v tradiční heianské architektuře obtáčela šlechtický příbytek. Uvnitř se nachází široký otevřený prostor vedoucí k trůnnímu sálu.

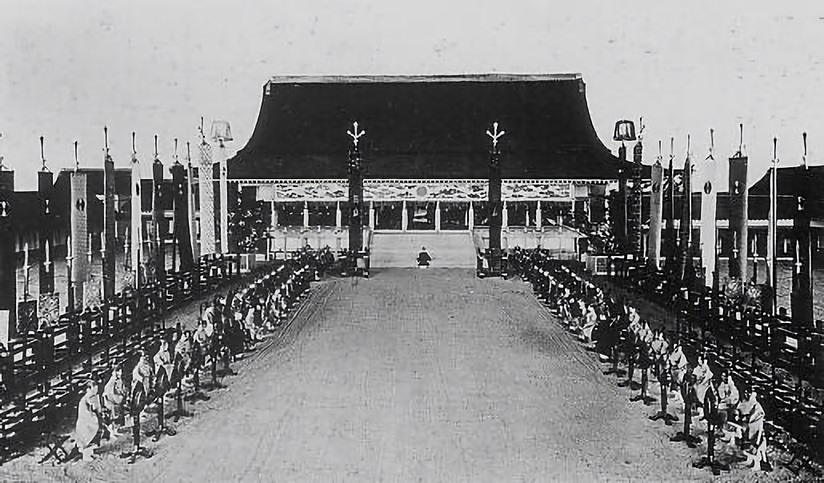
Korunovace císaře Taišóa v roce 1915
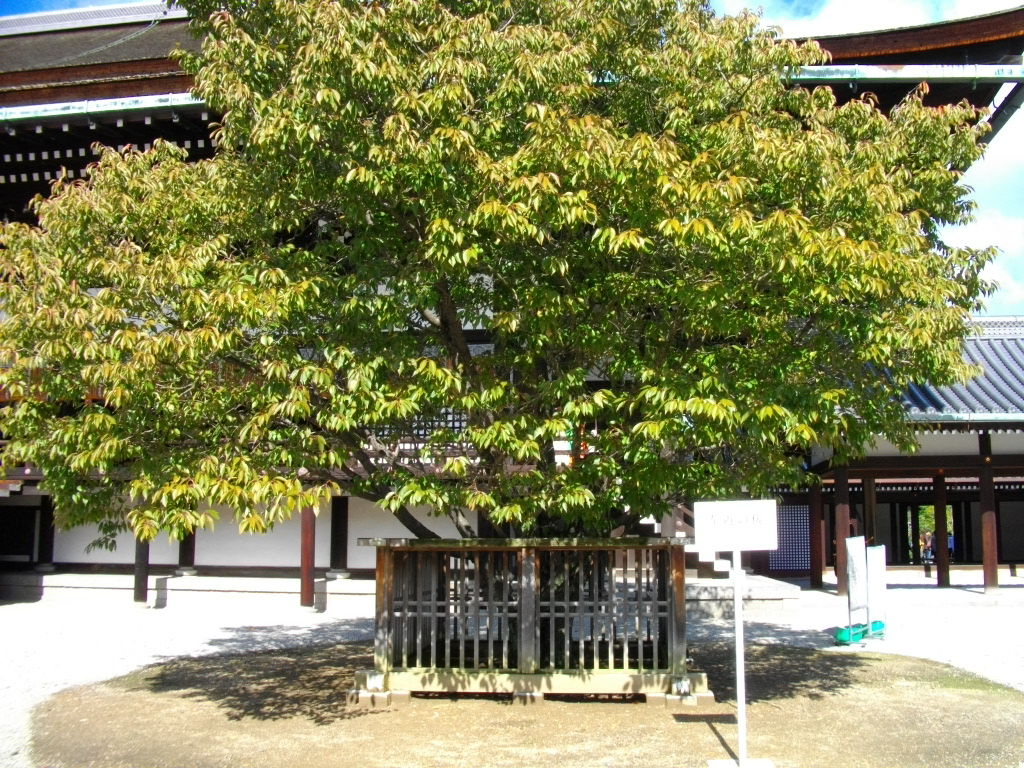
Posvátná sakura
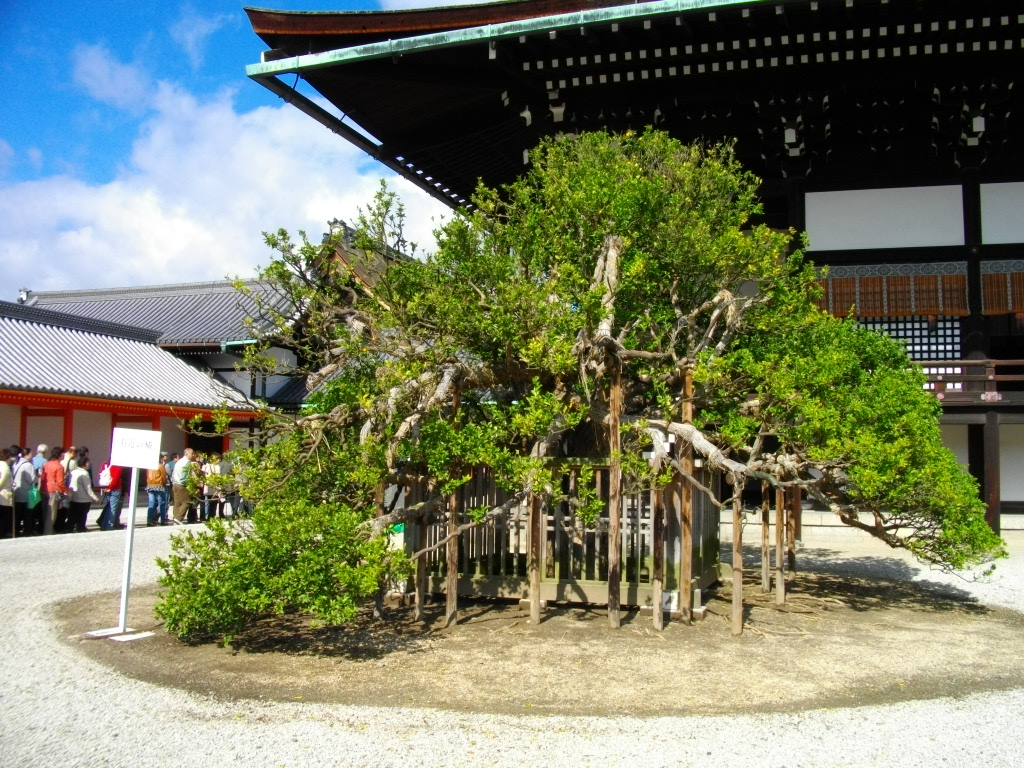
Posvátná mandarinka

#### Takamikura

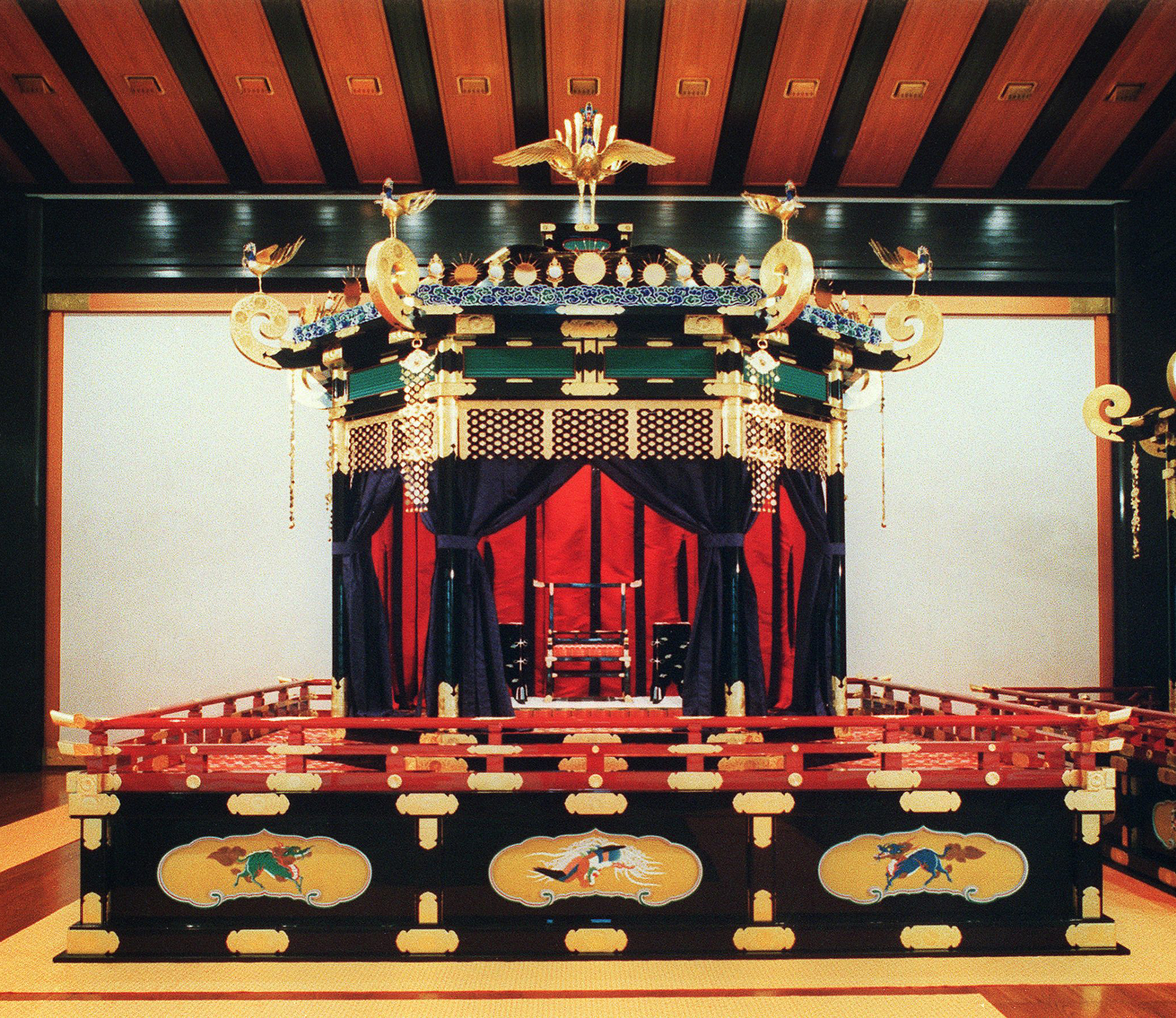
Císařský trůn v hlavním sálu

Takamikura (高御座) je japonský císařský neboli Chryzantémový trůn. Používal se u příležitosti slavnostní intronizace japonských císařů již od roku 707, kdy zemi vládla císařovna Genmei. Současný trůn byl zhotoven podle kreseb původního trůnu v roce 1913, dva roky před uvedením císaře Taišó na trůn. Vlastní trůn je z černého lakovaného dřeva a je umístěn pod osmihranným baldachýnem, který spočívá na třístupňovém, černě lakovaném pódiu s rumělkovou balustrádou. Po stranách trůnu jsou dva stolky, na něž se pokládají dva ze Tří posvátných pokladů, což je meč Kusanagi (草薙劍) a klenot Jasakani no magatama (八尺瓊曲玉), spolu s Císařskou pečetí Tennó gjódži (天皇御璽) a s Japonskou státní pečetí kokudži (国璽). Na vrcholu baldachýnu je umístěna velká socha čínského fénixe Feng-chuanga neboli hō-ō (鳳凰). Po jeho stranách je sedm malých fénixů a zrcadla. Z baldachýnu visí kovové ornamenty a závěsy. Posuvné dveře, jež skrývají císaře před pohledy dvořanů, se nazývají kendžó no šódži (賢聖障子|賢聖障子]) a je na nich vyobrazeno 32 nebeských svatých. Tato malba se v období Heian stala jedním z hlavních malířských vzorů.

#### Mičodai
Mičodai (御帳台) je Vznešené křeslo císařovny. Současný trůn byl zhotoven v roce 1913. Má stejné barvy a tvar jako Takamikura, ale v porovnání s ním je poněkud menší a jednodušší. Baldachýn zdobí socha bájného ptáka rančó.
Takamikura stojí vždy uprostřed hlavního sálu, Mičodai vpravo od něho. Oba trůny skrývají před zraky veřejnosti žaluzie nazývané sudare (簾) či misu (御簾).

### Serjóden

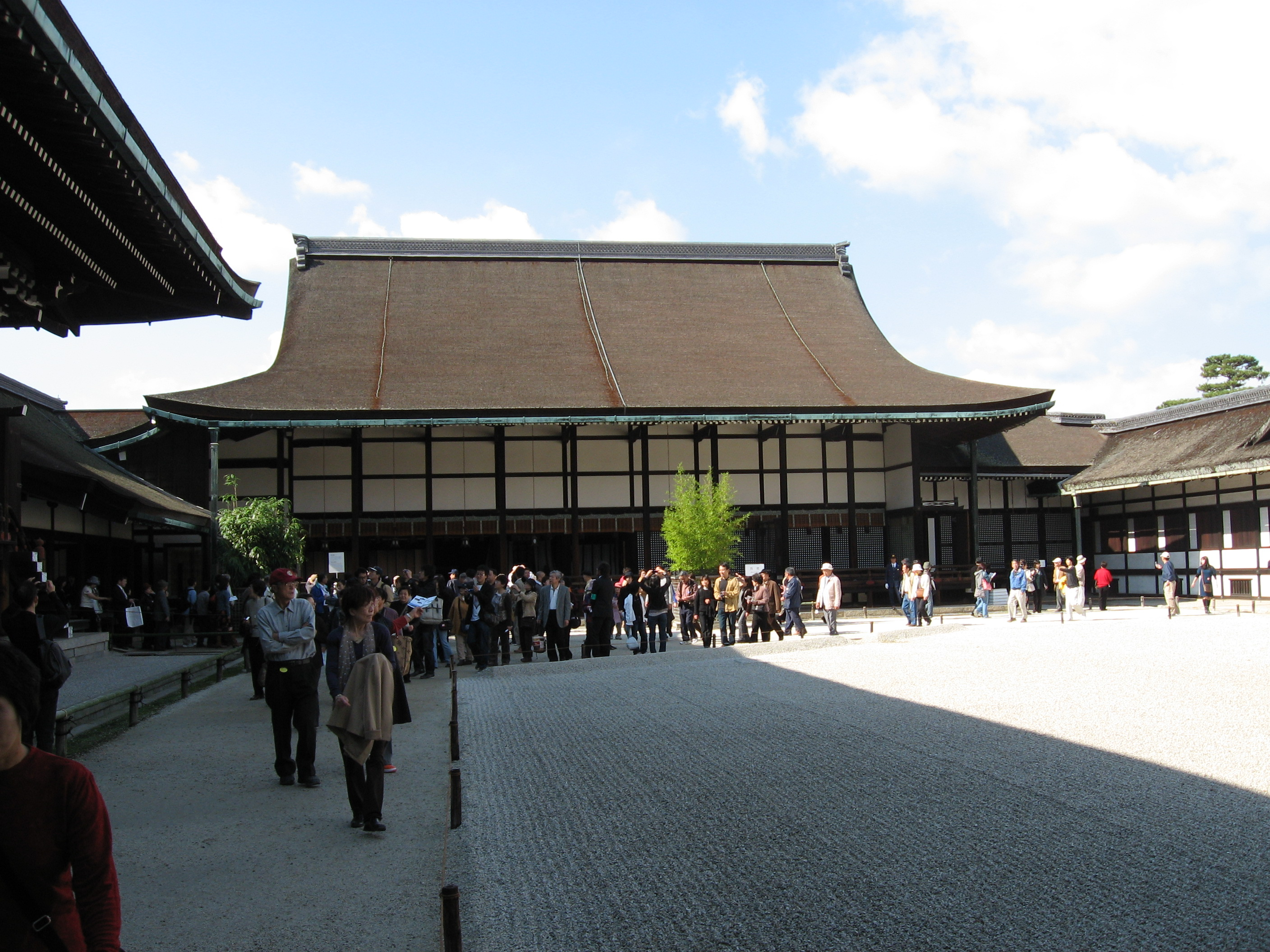
Serjóden

Serjóden (清涼殿) se nachází západně od Šišindenu, průčelím k východu. Má tradiční střechu a je zhotoven převážně z cypřišového dřeva. Původně to bylo místo, kde se císař věnoval svému soukromému životu. V pozdějších dobách sloužil rovněž pro různá setkání a porady. Uprostřed je prostor, kde císař odpočíval. Na východní straně sálu bylo místo o velikosti dvou tatami (1,9 x 3,8 m) vyhražené pro sezení hodnostářů a šlechticů. Zde mohl císař vyřizovat formální záležitosti. V části severně od sálu byla uzavřená část, kde císař v noci spal. Později začali císaři využívat oficiální rezidenci. Západní část byla vyhrazena pro císařovy snídaně a nacházely se zde rovněž toalety. Jižní část pak využíval správce Císařských archivů. Jsou zde uloženy malby mistrů školy Tosa tvořících v tradičním stylu jamato-e. Před jižní částí budovy jsou vysazeny různé vzácné bambusy.
Původní budova byla postavena jako císařův příbytek v 8. století a sloužila do 11. století. V roce 1790 byl Serjóden na tomto místě přestaven. Nová stavba byla sice menší než originál, uchovala si však původní architektonický ráz.

### Šunkóden

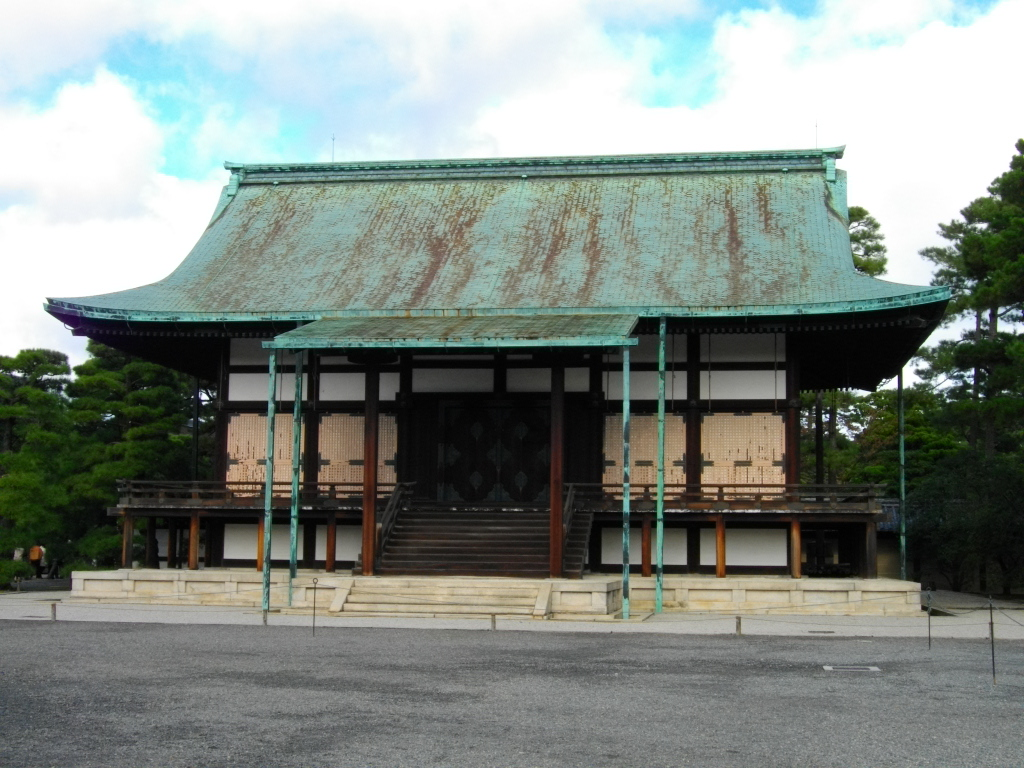
Šunkóden

Šunkóden (春興殿) byl postaven, aby u příležitosti obřadu intronizace císaře Taišó v roce 1915 poskytl přístřeší posvátnému zrcadlu Jata no kagami (八咫鏡), třetímu ze Tří posvátných pokladů. Střecha této stavby je moderní, zhotovená z měděného plechu, nikoli z dřevěných šindelů.

### Kogošo

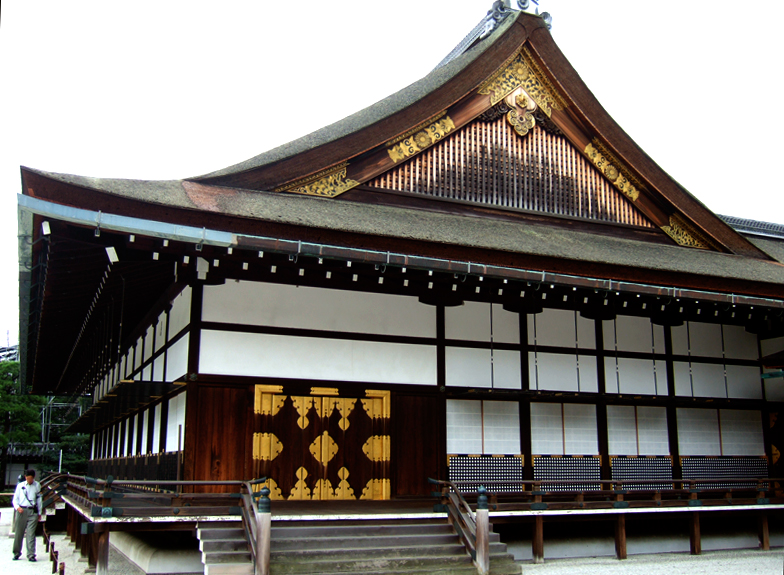
Kogošo

Kogošo (小御所) je místo, kde císař přijímal samuraje, kteří byli chráněnci Tokugawských šógunů. Sál sloužil také pro některé obřady.
Tato osobitá stavba je směsí architektonických prvků stylů šinden zukuri a šóin zukuri.
V noci 9. prosince 1867 se zde konala konference Kogošo, na níž byly vyhlášeny reformy Meidži. V roce 1954 budova shořela. Rekonstrukce se dočkala roku 1958.

### Ogakumondžo

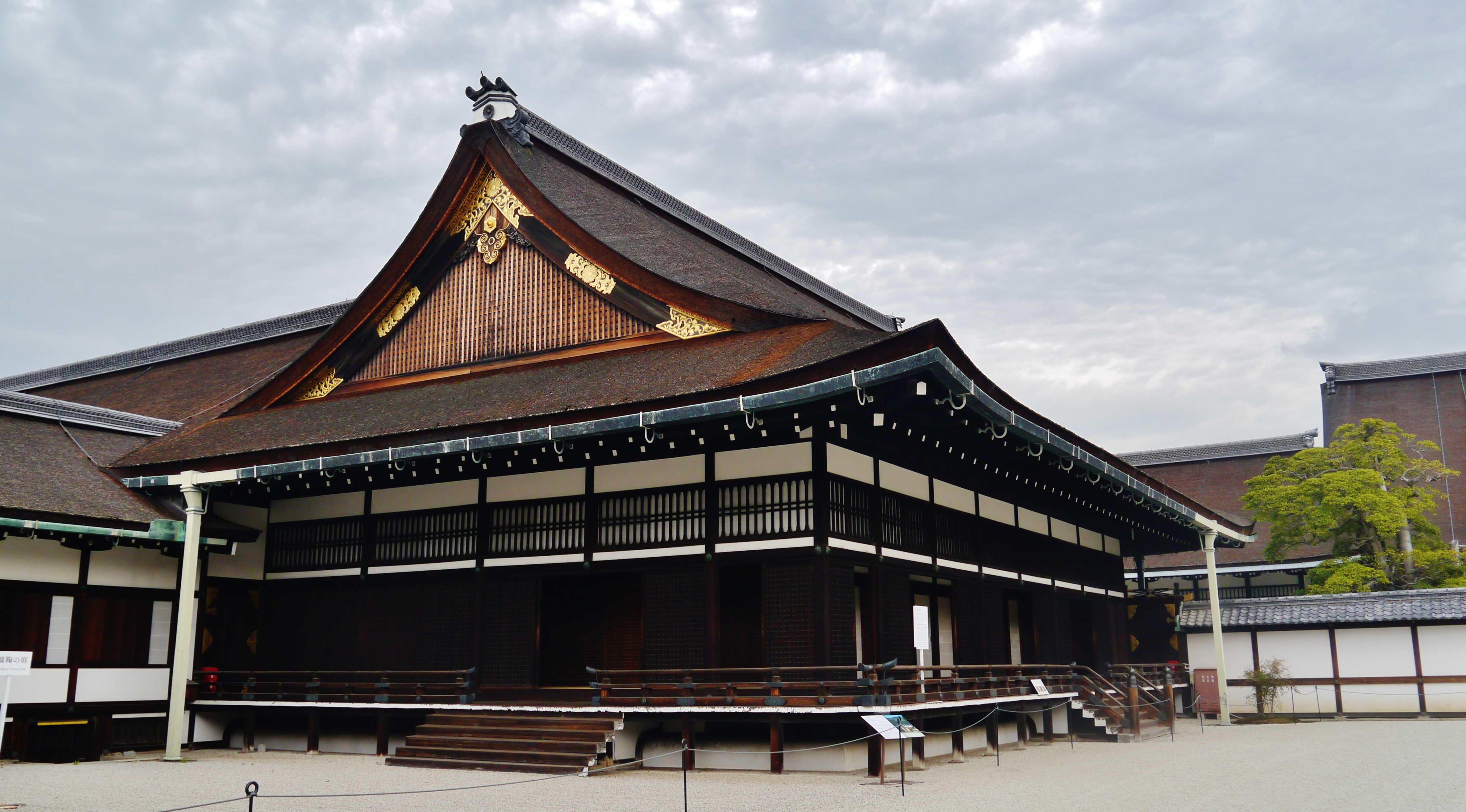
Ogakumondžo

Císařská studovna či knihovna Ogakumondžo (御学問所) sloužila k předčítání ceremoniálů, k měsíčním recitálům poezie a rovněž jako místo, kde císař přijímal šlechtice. Je vybudována ve stylu šóin zukuri.

### Ocunegoten

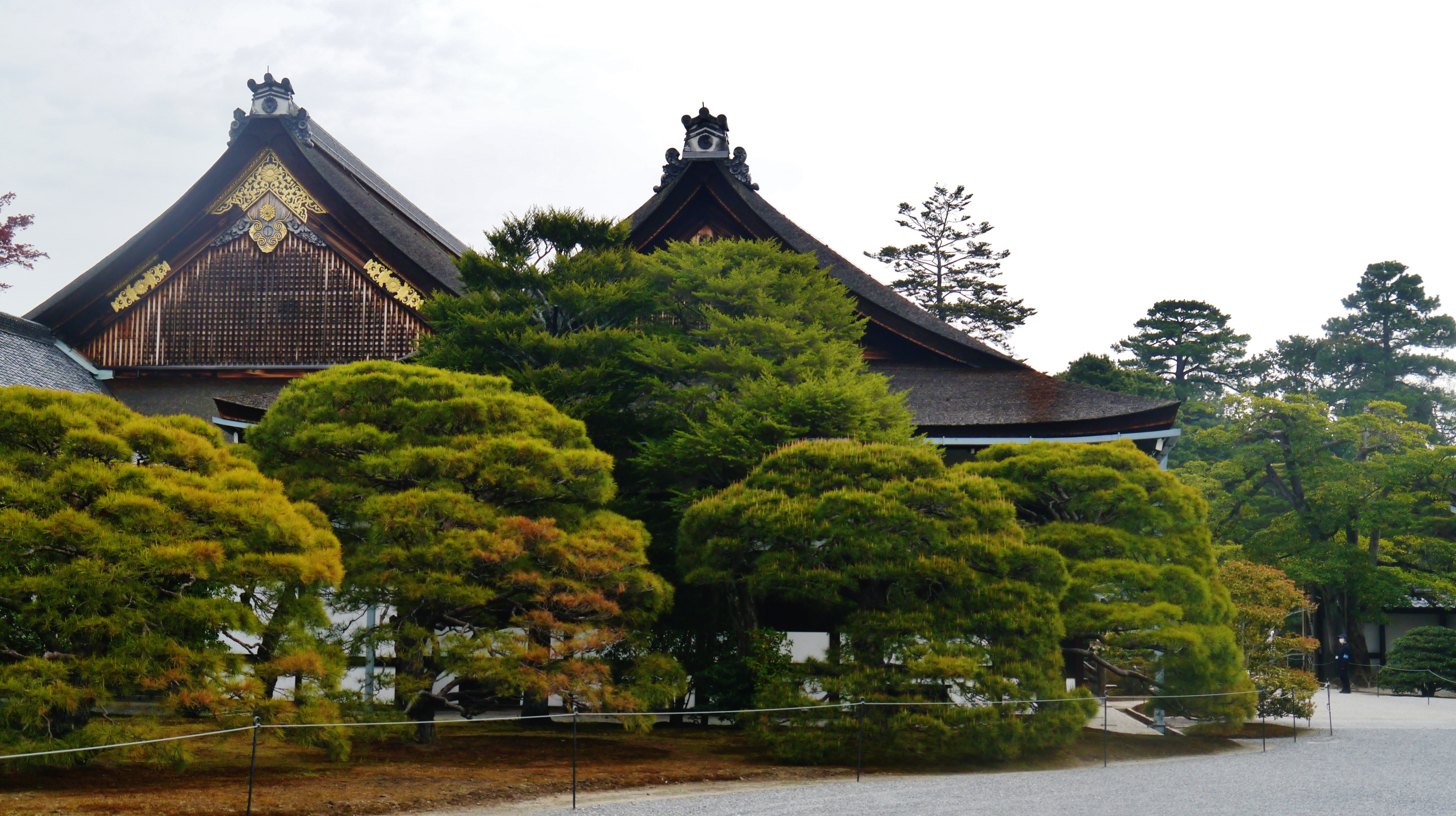
Ocunegoten

Ocunegoten (御常御殿) sloužil až do doby, kdy se hlavním městem stalo roku 1869 Tokio, jako císařův příbytek. Je to největší budova paláce s 15 místnostmi. Má výhled do zahrady Gonaitei.

### Osuzumišo

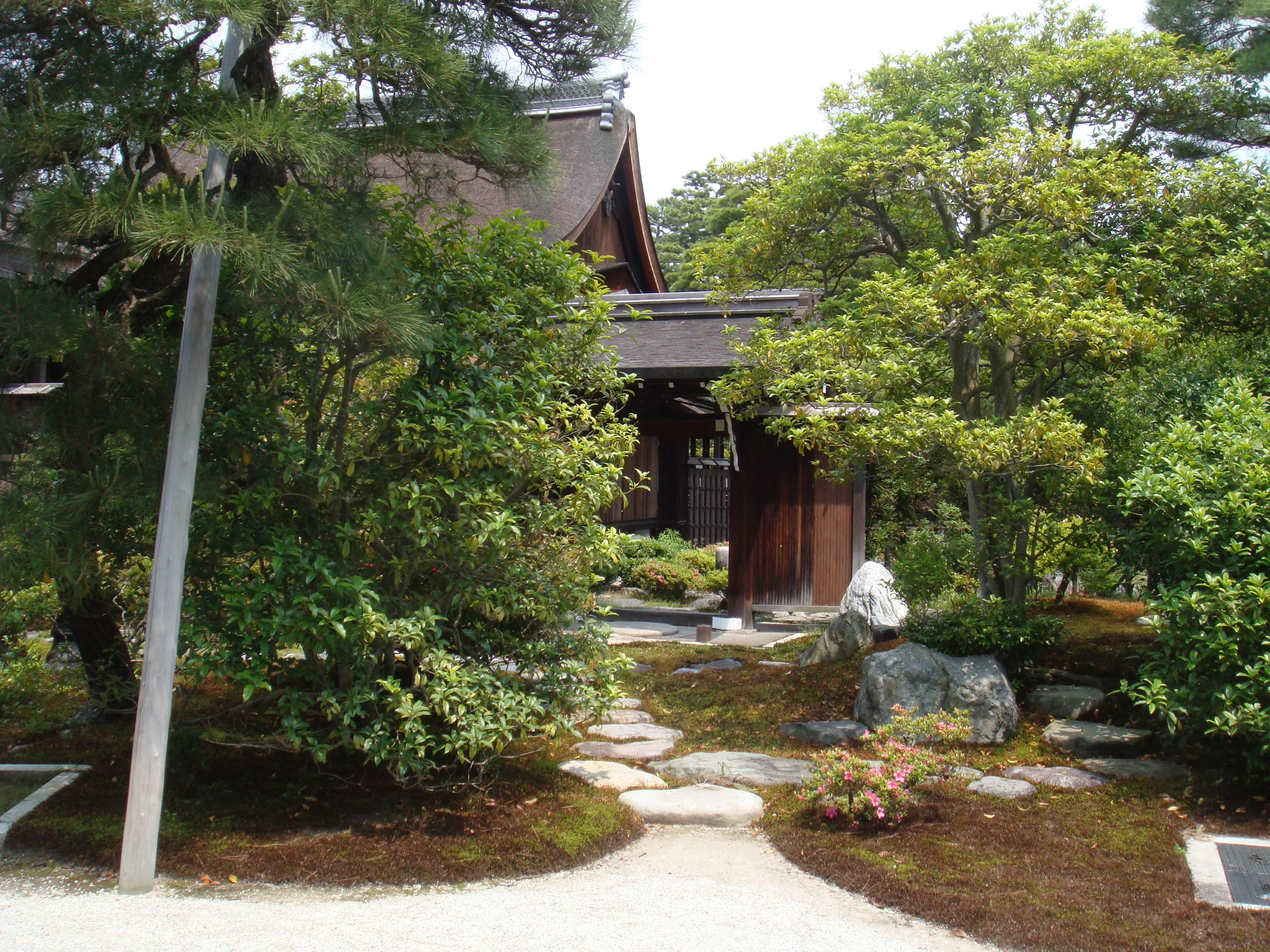
Osuzumišo

Osuzumišo (御涼所) je letní císařovo obydlí.

### Košun

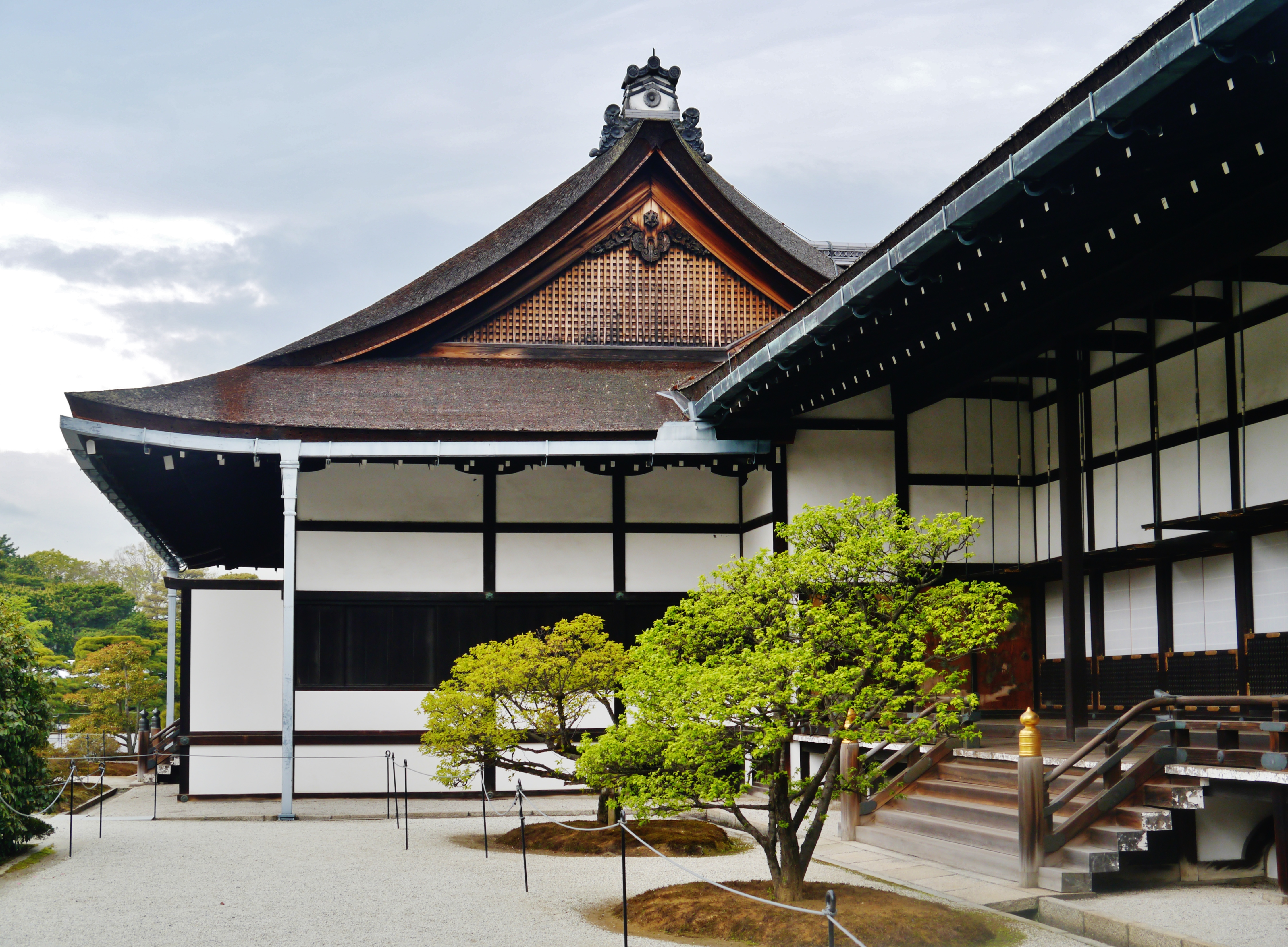
Omima

Košun (迎春) je studovna, kterou používal císař Kómei, který vládl v letech 1846–1866.

### Omima
Omima (御三間) se používala pro neoficiální obřady, jako byly Slavnost hvězd Tanabata a Svátek zemřelých Obon.

### Šodaibunoma
Budova Šodaibunoma (諸大夫の間) sloužila jako čekárna pro hodnostáře při jejich úředních návštěvách paláce. Podle svého postavení byli odvedeni do jednoho ze tří různých předpokojů.

### Brány

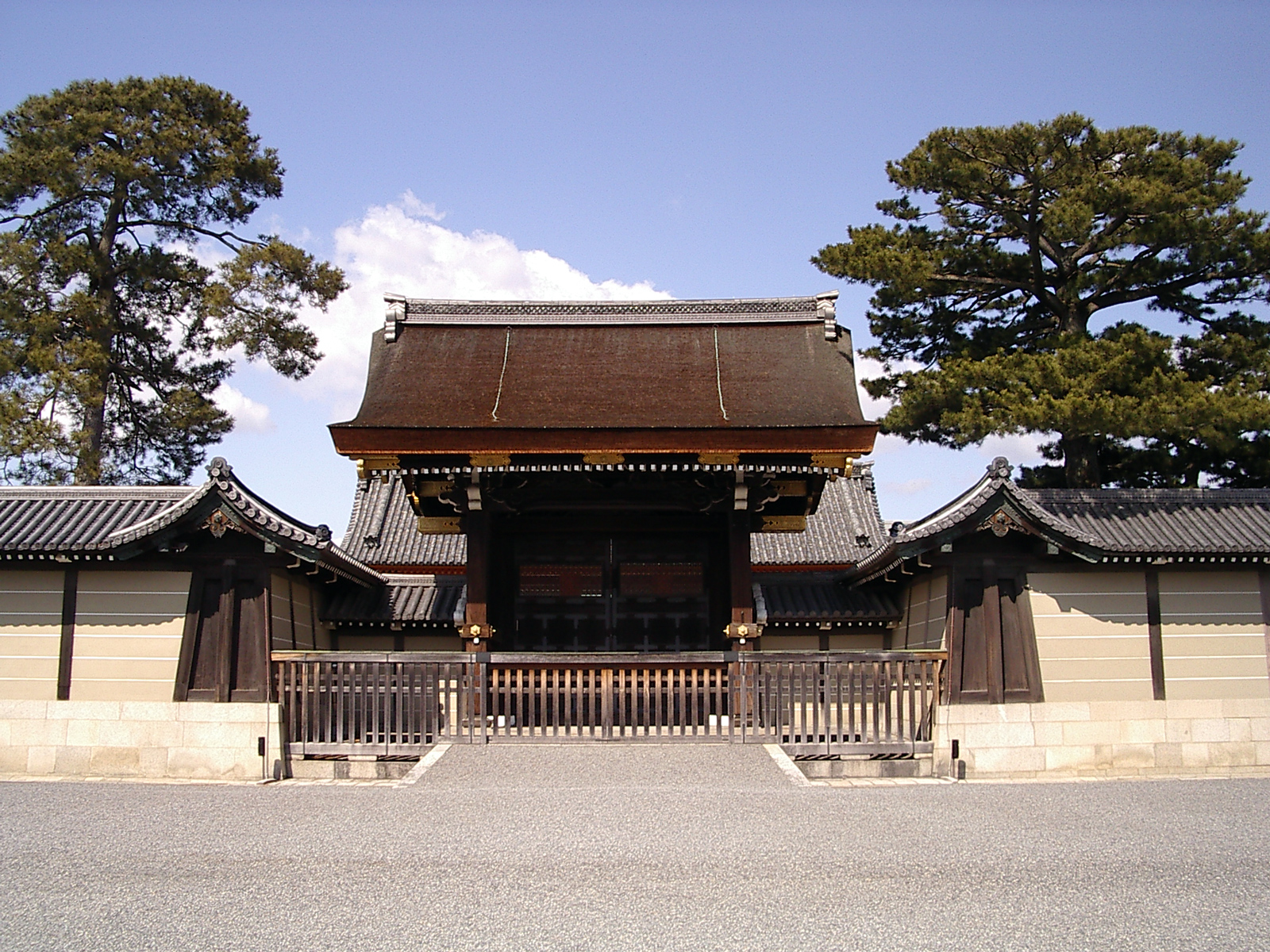
Kenreimon, jedna z hlavních vstupních bran z vnějšího do vnitřního nádvoří

Při státních obřadech vstupovali hodnostáři do paláce bránou Kenreimon (建礼門), jež má střechu z cypřišového dřeva, kterou drží čtyři nelakované sloupy. Tato brána se používala při vzácných příležitostech, kdy císař přijímal nějakého zahraničního diplomata nebo hodnostáře, a při řadě dalších významných státních obřadů. Poté, co příchozí prošel bránou Kenreimon, objevila se před ním vnitřní brána Džomeimon (承明門), která je natřena rumělkou a střechu má krytou taškami. Příchozí jí prošel k Sálu státních obřadů Šišinden.
Na západní straně hlavního nádvoří se nachází menší brána Gekkamon (月華門).
Další brána vedoucí z vnějšího do vnitřního nádvoří je Kenšunmon (建春門). Je zbudována ve stejném architektonickém stylu jako Kenreimon. Vedle ní je prostranství, kde se hraje tradiční japonská míčová hra Kemari.

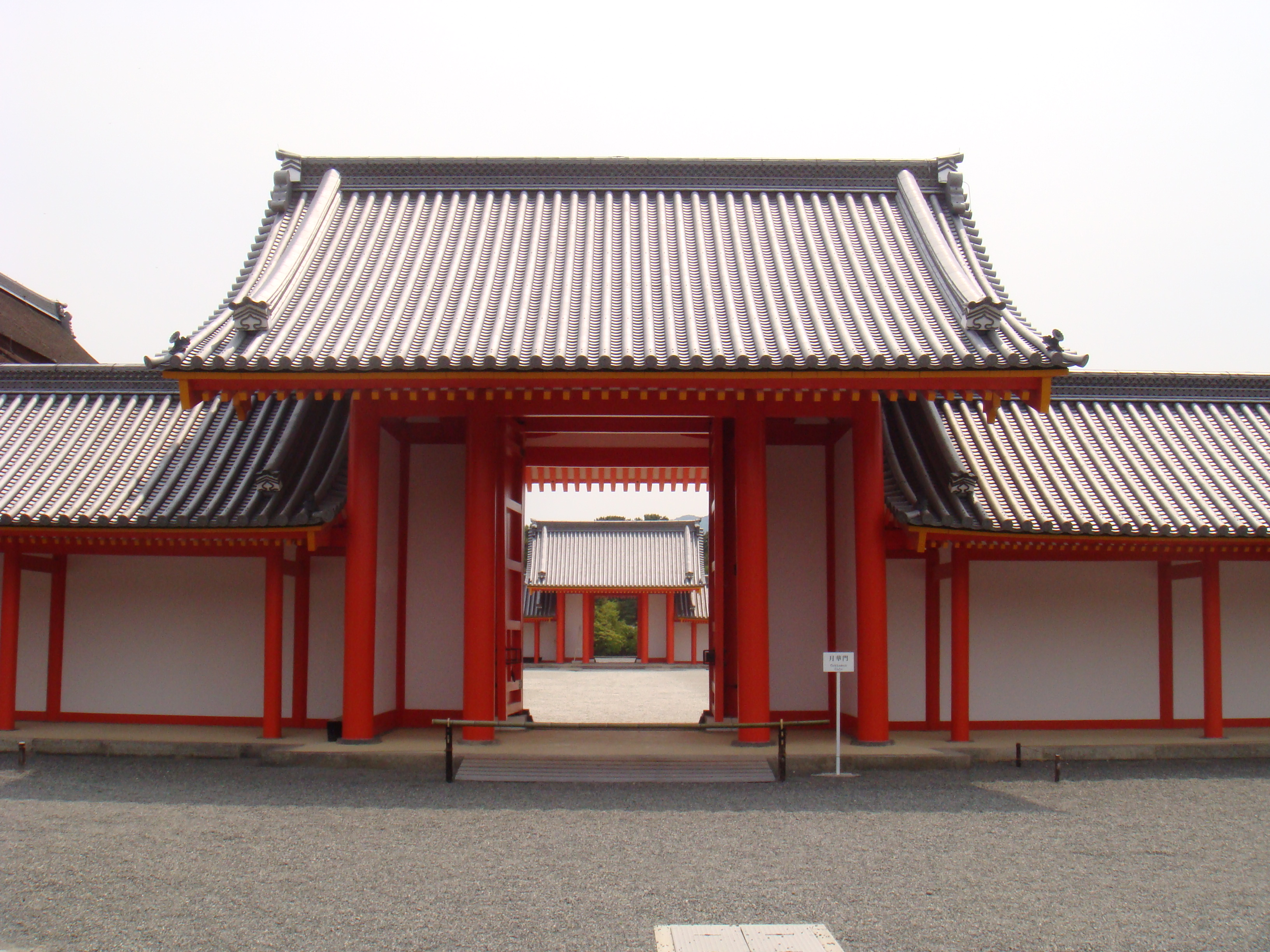
Džomeimon
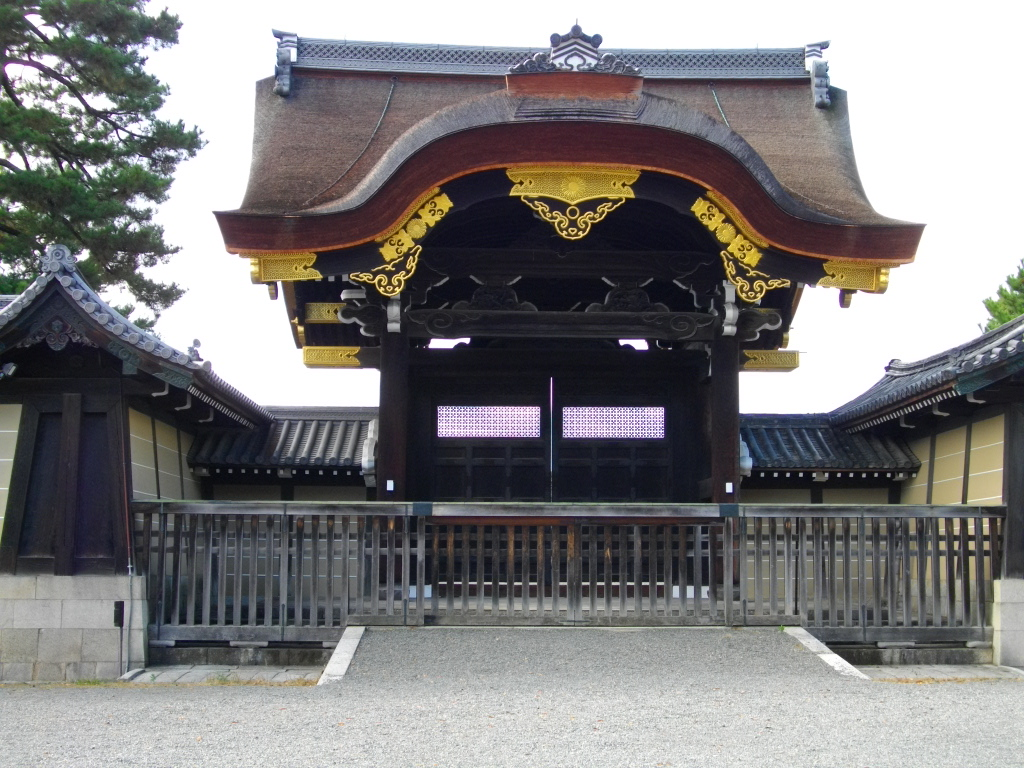
Kenšunmon

### Okurumajose
Hodnostáři, kteří měli zvláštní povolení k úřední návštěvě, obvykle přicházeli do paláce vchodem Okurumajose (御車寄).

### Šinmikurumajose
Šinmikurumajose (新御車寄) byla zbudována coby nový vjezd pro kočáry u příležitosti obřadu intronizace císaře Taišó v roce 1915.